# Edward Bullard
Pour les articles homonymes, voir Bullard.
Sir Edward Crisp Bullard (21 septembre 1907-3 avril 1980) est un géophysicien britannique.

## Biographie
Edward Bullard naît dans une famille de brasseurs aisée à Norwich en Angleterre. Dans les années 1930 il obtient son Ph.D. en physique nucléaire. Il étudie avec Ernest Rutherford au laboratoire Cavendish de l'université de Cambridge.
Il est marié et à cette époque de dépression économique il a besoin d'une carrière pour survivre. La physique nucléaire dans les années 1930 ne semble pas lui offrir de possibilités, aussi se lance-t-il dans la géophysique. Il devient l'un des plus importants géophysiciens de son temps. Il étudie aussi les fonds marins bien qu'il souffre du mal de mer et qu'il entreprenne rarement des voyages maritimes.
Bullard est à la tête du National Physical Laboratory entre 1948 et 1955. Il est souvent par ses efforts pour promouvoir la géophysique auprès de l'université de Cambridge. Il reçoit la médaille Hughes en 1953, la médaille Wollaston en 1967, la médaille d'or de la Royal Astronomical Society en 1965 et la médaille royale en 1975.
Après avoir pris sa retraite il s'installe en Californie où il meurt en 1980.

## Travaux scientifiques
| - Boris Choubert (1935) - Bullard et al. (1965) |

Au National Physical Laboratory Edward Bullard travaille sur la source du champ magnétique terrestre.
En 1965 il publie avec deux collaborateurs un article dans lequel ils reconstruisent à l'aide d'un ordinateur les positions mutuelles de l'Amérique, de l'Afrique et de l'Europe avant le Trias, par minimisation numérique des écarts entre les blocs continentaux. Cet article acquiert rapidement une grande renommée auprès de la communauté scientifique. Il s'est avéré a posteriori qu'un résultat très voisin avait été publié trente ans plus tôt par le géologue français Boris Choubert, mais ce travail publié en français dans une revue francophone de faible rayonnement international, avant la validation de la théorie de la dérive des continents, était resté quasi inconnu.